# Б'янчі Едвін Дімтер
Едвін Армандо Роджер Дімтер Б'янчі (ісп. Edwin Armando Roger Dimter Bianchi; нар. 1950, Вальдивія) — колишній офіцер чилійської армії, що виконував функції силового придушення в період після військового перевороту 1973. Згідно з численними свідченнями — один з убивць Віктора Хари. Згодом — фінансовий чиновник міністерства праці. У 2012 заарештований за звинуваченням у вбивствах на стадіоні в Сантьяго в вересні 1973 і очікує суду.

## «Скажений Дімтер»
Народився в сім'ї вихідців з Німеччини. Навчався у Військовій академії. Отримав прізвисько El Loco Dimter — Скажений Дімтер за нестримний норов, амбітність і жорстокість. У 1970 р. стажувався в Школі Америк.
Дотримувався пронацистських поглядів. 29 червня 1973 р. брав участь в спробі військового заколоту —  Tanquetazo  — проти уряду Народної єдності. Був заарештований, але звільнений після військового перевороту 11 вересня 1973.

## Розправи на стадіоні
У вересні 1973 року очолював охоронний підрозділ на Стадіоні Чилі в Сантьяго (нині — Стадіон Віктора Хари). Прославився особливою жорстокістю поводження з ув'язненими, віддавав численні накази про побиття та ліквідації, часто. Став відомий під прізвиськом El Príncipe — Принц. Описувався очевидцями як «високий сильний блондин з батогом». За свідченням комуніста Роландо Карраско, особливу жорстокість виявляв до іноземців, викрикував шовіністичні і расистські гасла. Інший ув'язнений, викладач Технічного університету і адвокат Борис Навіа так описував Б'янчі:

Принц несподівано виникав серед ув'язнених, і всі повинні були замовкати і вставати. Він почувався зіркою. В одній зі своїх промов, «Принц» заявив зверху, що у нього немає потреби приховувати обличчя від цих марксистських виродків, і театрально зняв темні окуляри і каску. Каска впала і покотилася по галереях, двоє новобранців кинулися піднімати її. У світлі сліпучих прожекторів ми змогли добре розгледіти його світле волосся і очі, округле обличчя і тонкі риси пещеного хлопчика з хорошої сім'ї.

15 вересня 1973, після декількох днів тортур, був убитий Віктор Хара. Очевидці стверджують, що це сталося за безпосередньої участі Б'янчі.

Він підкреслив, що ми цього не забудемо. Ще б пак! Тебе, Принц, добре бачили кілька тисяч чилійців, ми пам'ятаємо кожну твою рису. Ми впізнаємо тебе, навіть якщо ти знімеш військову форму, відростиш волосся, відпустиш вуса і бороду. Де б ти не заховався, ми знайдемо тебе. І не буде тобі спокою, допоки ти не здохнеш! Пам'ятай же це!

 Роландо Карраско 

Наприкінці 1976 Б'янчі був звільнений з лав збройних сил. Поступив на цивільну службу у фінансову установу. Набув спеціальність рахівника-аудитора.

## «Жертва диктатури»
У 1990 р., після повернення Чилі до демократичних порядків, Б'янчі заявив, що його звільнення з армії було політично вмотивоване, і зажадав фінансової компенсації від держави. Ця його вимога була задоволена. Б'янчі отримував грошові виплати як «жертва режиму Піночета».
Згідно з останньою відомою інформацією, Едвін Дімтер Б'янчі служив у міністерстві праці Чилі начальником відділу фінансового контролю Управління приватних пенсійних фондів. Характеризувався по службі як надзвичайно закрита і похмура особа.

## Викриття і залучення
25 травня 2007 р. група правозахисників і шанувальників Віктора Хари, в тому числі дочка співака Аманда, всього до 300 осіб, відвідали офіс міністерства праці, щоб проінформувати співробітників про минуле Б'янчі. «Принц» був прихований плакатом з портретом Хари, потім вдарив одного з відвідувачів, після чого втік через чорний хід.
Наприкінці 2012 в Чилі були взяті під варту шестеро відставних офіцерів. Вони звинувачуються у вбивстві соціаліста Літтре Кірогі Карваяла, скоєному на стадіоні в Сантьяго в період з 13 по 16 вересня 1973. Серед заарештованих — і Едвін Дімтер Б'янчі. У зв'язку з цим знову було піднято питання про відповідальність за вбивство Віктора Хари — відповідне обвинувачення пред'явлено вісьмом фігурантам, в тім числі Дімтеру Б'янчі.